# Fanejunker
Fanejunker kaldte man fra 14.-16. århundrede adelsmænd, der slog ind på den militære vej, og til hvem det betroedes at bære fanen.  Denne overleveredes ham ofte på festlig vis, og han måtte sværge at  ville ofre livet for fanen. Kunne han ikke hindre tabet af denne, skulle  han vikle sig ind i dugen og lade sig dræbe, og man har eksempler på,  at et sådant påbud er blevet efterkommet. Senere blev afdelingens yngste  officer fanebærer, og ordet fanejunker tabte derved sin oprindelige betydning. Ofte har fanebæreren en særlig glimrende uniform. Nu til dags bæres sædvanlig fanen af en ældre pålidelig underofficer. Dette er også tilfældet i Danmark.